# 아쿠오스 폰
아쿠오스 폰(AQUOS PHONE)은 2011년에 샤프가 개발, 발매한 Android탑재 스마트 폰의 애칭, 상표이다. 샤프의 액정 TV"AQUOS(아쿠오스 TV)"의 브랜드를 부여된 휴대 전화 단말로서 "AQUOS(아쿠오스)휴대폰""AQUOS SHOT(아쿠오스 숏)"에 이어 3번째가 된다. 본문에서는 그 태블릿의 판도가 되는 AQUOS PAD(아쿠오스 패드)에 대해서도 서술한다.

## 슬라이더형 스마트폰
샤프는 스마트 폰에 키패드를 탑재 한 슬라이드 형 스마트 폰도 개발, 판매하고 피처 폰과 유사한 환경을 제공하고 있다.

## 태블릿
- 샤프 아쿠오스 패드

## 스마트폰
- 샤프 아쿠오스 Sh930w
- 샤프 아쿠오스 Sh837w
- 샤프 아쿠오스 SHL22
- 샤프 아쿠오스 206SH
- 샤프 아쿠오스 SHL23